# 6:2-Fluortelomeracrylat
6:2-Fluortelomeracrylat ist eine chemische Verbindung aus der Gruppe der Fluortelomere und ein Acrylsäureester.

## Vorkommen
6:2-Fluortelomeracrylat wurde in der Luft von Wohnungen nachgewiesen.

## Eigenschaften
6:2-Fluortelomeracrylat ist eine brennbare, schwer entzündbare, farblose Flüssigkeit, die praktisch unlöslich in Wasser ist.

## Verwendung
6:2-Fluortelomeracrylat wird als Zwischenprodukt zur Herstellung von anderen PFAS verwendet. Die Verbindung wird auch als Beschichtungsmaterial eingesetzt. Dies geschieht insbesondere – wie bei anderen Fluortelomeracrylaten – durch die Herstellung von Seitenketten-fluorierten Polymeren, die zur Oberflächenbeschichtung eingesetzt werden.